# Meio de LIT
O meio de LIT (Liver Infusion Triptose) é um meio de cultura utilizado com frequencia para a identificação e isolamento das formas epimastigotas de Trypanosoma cruzi. Também é utilizado em espécies do gênero Leishmania. O preparo do meio envolve uma série de etapas e a utilização de componentes do sangue de boi, ajuste de pH para a faixa situada entre 7,2 e 7,4 e inserção de antibióticos. Sua composição total é a seguinte:
| Componentes                  | Massa (g) ou ml |
| ---------------------------- | --------------- |
| NaCl                         | 4,0             |
| KCl                          | 0,4             |
| Na2HPO4                      | 8,0             |
| Triptose                     | 5,0             |
| Infuso de fígado             | 5,0             |
| H2O destilada                | 880 ml          |
| Soro bovino                  | 100 ml          |
| Hemoglobina de sangue bovino | 20 ml           |